# Segnaletica stradale in Grecia
I segnali stradali in Grecia sono regolati dal Codice della strada greco; sono suddivisi in base al Codice della Strada in segnali di pericolo, di regolamentazione e di indicazione, ed il testo in essi riportato è il greco con la trascrizione in caratteri latini.

## Segnali di pericolo
I segnali di pericolo in Grecia hanno sfondo giallo, diversamente dalla maggior parte dei segnali stradali europei, ed una tipica forma triangolare. Fa eccezione il segnale di Semaforo che ha sfondo bianco e non giallo.
| Segnale greco | Significato                                                            | Spiegazione |
|               | Curva pericolosa a sinistra                                            | Presegnala un tratto di strada non rettilineo pericoloso per la limitata visibilità o per caratteristiche del tracciato (curva stretta a sinistra).                                                                         |
|               | Curva pericolosa a destra                                              | Presegnala un tratto di strada non rettilineo pericoloso per la limitata visibilità o per caratteristiche del tracciato (curva stretta a destra).                                                                           |
|               | Doppia curva pericolosa, la prima a sinistra                           | Presegnala una doppia curva, di cui la prima a sinistra. |
|               | Doppia curva pericolosa, la prima a destra                             | Presegnala una doppia curva, di cui la prima a destra. |
|               | Discesa pericolosa                                                     | Presegnala un tratto di strada in discesa secondo il senso di marcia. La pendenza è espressa in percentuale. |
|               | Salita ripida                                                          | Presegnala un tratto di strada in forte salita secondo il senso di marcia. La pendenza è espressa in percentuale. |
|               | Strettoia simmetrica                                                   | Segnala un restringimento pericoloso della carreggiata su entrambi i lati. |
|               | Strettoia asimmetrica a sinistra                                       | Segnala un restringimento pericoloso della carreggiata posto sul lato sinistro. |
|               | Strettoia asimmetrica a destra                                         | Segnala un restringimento pericoloso della carreggiata posto sul lato destro. |
|               | Ponte mobile                                                           | Presegnala una struttura stradale mobile comunque manovrabile. |
|               | Sbocco su molo o su argine                                             | Presegnala il pericolo di caduta in acqua. |
|               | Strada deformata                                                       | Segnala un tratto di strada in cattivo stato o con pavimentazione irregolare. |
|               | Dosso                                                                  | Segnala un'anomalia altimetrica convessa della strada che limita la visibilità. |
|               | Cunetta                                                                | Segnala un'anomalia altimetrica concava della strada (discesa e poi salita). |
|               | Strada sdrucciolevole                                                  | Presegnala un tratto di strada che in particolari condizioni climatiche od ambientali può diventare sdrucciolevole. |
|               | Materiale instabile o ghiaia su strada                                 | Presegnala la presenza di pietrisco, di materiale minuto o granaglia che può essere proiettato a distanza o scagliato in aria dai veicoli in transito.                                                                      |
|               | Caduta massi                                                           | Presegnala il pericolo di caduta massi dalla parete rocciosa soprastante con possibile presenza di pietre sulla carreggiata.                                                                                                |
|               | Attraversamento pedonale                                               | Segnala l'avviciarsi di un passaggio pedonale segnalato sulla carreggiata. |
|               | Bambini                                                                | Segnala luoghi frequentati da bambini, come le scuole, i giardini pubblici, i campi di gioco e simili. |
|               | Attraversamento ciclabile                                              | Presegnala attraversamento di ciclisti o ciclomotori contraddistinto da appositi segni sulla carreggiata. |
|               | Attraversamento di animali domestici                                   | Presegnala un tratto di strada con probabile improvvisa presenza od attraversamento di animali domestici. |
|               | Attraversamento di animali selvatici                                   | Presegnala un tratto di strada con probabile improvvisa presenza od attraversamento di animali selvatici. |
|               | Lavori                                                                 | Presegnala cantieri di lavori in corso, depositi temporanei di materiale, presenza di macchinari adibiti ai lavori stradali.                                                                                                |
|               | Semaforo                                                               | Presegnala un impianto semaforico posto su strade sia urbane che extraurbane. |
|               | Passaggio di aeroplani a bassa quota                                   | Presegnala la possibilità di improvvisi forti rumori o abbagliamenti dovuti ad aeroplani a bassa quota. |
|               | Vento laterale                                                         | Presegnala la possibilità di forti raffiche di vento laterale. |
|               | Doppio senso di circolazione                                           | Segnala un tratto di strada che da senso unico diventa a doppio senso. |
|               | Altri pericoli                                                         | Segnala un pericolo diverso da quelli indicati negli altri segnali di pericolo. |
|               | Intersezione con precedenza a destra                                   | Presegnala un incrocio in cui vige la regola generale di dare la precedenza a destra. |
|               | Intersezione con strada che non ha priorità                            | Presegnala un incrocio con una strada di minore importanza in cui si ha la precedenza sui veicoli provenienti sia da destra che da sinistra.                                                                                |
|               | Intersezione con strada che non ha priorità proveniente da sinistra    | Presegnala un incrocio con una strada di minore importanza in cui si ha la precedenza sui veicoli provenienti da sinistra.                                                                                                  |
|               | Intersezione con strada che non ha priorità proveniente da destra      | Presegnala un incrocio con una strada di minore importanza in cui si ha la precedenza sui veicoli provenienti da destra. |
|               | Confluenza da sinistra                                                 | Presegnala un incrocio con corsia di accelerazione od una confluenza sul lato sinistro della carreggiata. |
|               | Confluenza da destra                                                   | Presegnala un incrocio con corsia di accelerazione od una confluenza sul lato destro della carreggiata. |
|               | Rotatoria                                                              | Presegnala un incrocio in cui vige la circolazione rotatoria. |
|               | Passaggio a livello con barriere                                       | Segnala un passaggio a livello con barriere ed è integrato con il pannello distanziometrico a tre barre rosse. |
|               | Passaggio a livello senza barriere                                     | Segnala un passaggio a livello senza barriere ed è integrato con il pannello distanziometrico a tre barre rosse. |
|               | Pannelli distanziometrici                                              | Indicano la distanza dal passaggio a livello per il quale vengono installati. Sono posti sul lato destro della carreggiata.                                                                                                 |
|               | Incrocio con un passaggio a livello senza barriere                     | Segnala un passaggio a livello od un attraversamento tranviario senza barriere con un solo binario, ed invita quindi i conducenti alla massima prudenza, invitandoli a fermarsi immediatamente con l'avvicinarsi del treno. |
|               | Incrocio con un passaggio a livello senza barriere a più di un binario | Segnala un passaggio a livello od attraversamento tranviario senza barriere con più di un binario, ed invita quindi i conducenti alla massima prudenza, invitandoli a fermarsi immediatamente con l'avvicinarsi del treno.  |
|               | Banchina cedevole a sinistra                                           | Presegnala un tratto di strada con banchina pericolosa sul lato sinistro. |
|               | Banchina cedevole a destra                                             | Presegnala un tratto di strada con banchina pericolosa sul lato destro. |
|               | Veicoli in coda                                                        | Segnala un tratto di strada in cui vi è la possibilità di trovare dei veicoli in coda o in rallentamento. |
|               | Galleria                                                               | Segnala una galleria. |
|               | Attraversamento tranviario                                             | Presegnala fuori e dentro i centri abitati una linea tranviaria non regolata da semafori che interseca o riduce la carreggiata stradale.                                                                                    |

## Segnali di regolamentazione
I segnali di regolamentazione in Grecia comprendono i segnali che in altri Paesi europei sono suddivisi in segnali di precedenza, divieto ed obbligo. A differenza dei segnali di pericolo, quelli di regolamentazione sono con forme e colori simili a quelli dei corrispondenti segnali europei (eccezion fatta per il segnale di "Dare la precedenza" che ha anch'esso colore di sfondo giallo.
| Segnale greco | Significato | Spiegazione |
|               | Dare precedenza | Prescrive un incrocio in cui è necessario dare precedenza in corrispondenza della linea orizzontale.                                                               |
|               | Fermarsi e dare la precedenza                                                                                                | Prescrive l'obbligo di arrestarsi in ogni caso in corrispondenza della striscia trasversale di arresto ad un incrocio e di dare precedenza.                        |
|               | Strada con diritto di precedenza                                                                                             | Indica l'inizio di una strada il cui traffico ha diritto di precedenza.                                                                                            |
|               | Fine della strada con diritto di precedenza                                                                                  | Indica la fine di una strada il cui traffico ha diritto di precedenza.                                                                                             |
|               | Precedenza ai veicoli provenienti in senso inverso                                                                           | Prescrive di dare precedenza ai veicoli provenienti in direzione opposta in una strada a doppio senso che consente il passaggio di una sola fila di veicoli.       |
|               | Precedenza rispetto al traffico inverso                                                                                      | Indica la precedenza rispetto ai veicoli provenienti in direzione opposta in una strada a doppio senso che consente il passaggio di una sola fila di veicoli.      |
|               | Divieto di accesso | Vieta di entrare in una strada accessibile invece in un altro senso.                                                                                               |
|               | Divieto di transito | Vieta a tutti i veicoli di entrare in una strada. |
|               | Divieto di circolazione per tutti i veicoli a motore eccetto quelli a due ruote                                              | Vieta il transito a tutti i veicoli a motore ad eccezione di quelli a due ruote.                                                                                   |
|               | Divieto di circolazione per i motocicli                                                                                      | Vieta il transito a tutti i veicoli ai motocicli. |
|               | Divieto di circolazione alle biciclette                                                                                      | Vieta il transito alle biciclette. |
|               | Divieto di circolazione per i ciclomotori                                                                                    | Vieta il transito ai ciclomotori. |
|               | Divieto di transito per gli autocarri                                                                                        | Indica il divieto di transito a tutti i veicoli, non adibiti al trasporto di persone, di massa a pieno carico superiore a 3,5 t.                                   |
|               | Divieto di circolazione per i rimorchi                                                                                       | Vieta il transito a tutti i veicoli con rimorchio al traino. |
|               | Divieto di transito ai pedoni                                                                                                | Vieta l'accesso ai pedoni. |
|               | Accesso vietato ai veicoli a trazione animale                                                                                | Vieta il transito ai veicoli a trazione animale. |
|               | Accesso vietato ai veicoli a braccia                                                                                         | Vieta il transito ai veicoli a braccia. |
|               | Accesso vietato ai mezzi agricoli                                                                                            | Vieta il transito ai mezzi agricoli. |
|               | Divieto di circolazione per i veicoli a motore con più di due ruote compresi gli autoveicoli                                 | Vieta il transito a tutti i veicoli a motore con più di due ruote.                                                                                                 |
|               | Divieto di circolazione per i veicoli a motore con più di due ruote compresi gli autoveicoli e per quelli a trazione animale | Vieta il transito a tutti i veicoli a motore con più di due ruote e per quelli a trazione animale.                                                                 |
|               | Larghezza massima | Vieta il transito ai veicoli aventi larghezza superiore a quella indicata in metri.                                                                                |
|               | Altezza massima | Vieta il transito ai veicoli aventi altezza superiore a quella indicata in metri.                                                                                  |
|               | Peso massimo | Vieta il transito ai veicoli aventi massa superiore a quella indicata in tonnellate al momento del transito.                                                       |
|               | Peso massimo per asse | Vieta il transito ai veicoli aventi massa superiore per ogni asse a quella indicata in tonnellate al momento del transito.                                         |
|               | Lunghezza massima | Vieta il transito ai veicoli od ai complessi di veicoli di lunghezza superiore alla lunghezza indicata in metri.                                                   |
|               | Distanza minima obbligatoria                                                                                                 | Indica qual è la distanza minima da tenersi tra due veicoli. |
|               | Divieto di svoltare a sinistra                                                                                               | Vieta di svoltare a sinistra al prossimo incrocio. |
|               | Divieto di svoltare a destra                                                                                                 | Vieta di svoltare a destra al prossimo incrocio. |
|               | Divieto d'inversione | Vieta di effettuare un'inversione di marcia. |
|               | Divieto di sorpasso | Vieta di sorpassare i veicoli a motore con due o più ruote. |
|               | Divieto di sorpasso per i mezzi destinati al trasporto merci                                                                 | Vieta il sorpasso ai veicoli da trasporto non adibiti al trasporto di persone.                                                                                     |
|               | Velocità massima | Indica la velocità massima in chilometri orari alla quale i veicoli possono procedere immediatamente dopo il segnale.                                              |
|               | Divieto di segnalazioni acustiche                                                                                            | Vieta l'utilizzo di avvisatori acustici se non per motivi di effettiva necessità.                                                                                  |
|               | Dogana | Obbliga i conducenti a fermarsi al posto di confine per i controlli doganali.                                                                                      |
|               | Pedaggio | Obbliga i conducenti a fermarsi al posto di pedaggio su strade o autostrade a pagamento.                                                                           |
|               | Fine dei limiti precedenti                                                                                                   | Indica la fine dei divieti locali precedentemente imposti e ripristina il consueto limite di velocità relativo alla strada percorsa.                               |
|               | Fine della velocità massima                                                                                                  | Indica la fine del limite sulla velocità massima alla quale i veicoli possono procedere e ripristina il consueto limite di velocità relativo alla strada percorsa. |
|               | Fine divieto di sorpasso | Indica la fine del divieto a tutti i veicoli di sorpassare i veicoli a motore diversi dai motocicli e dai ciclomotori.                                             |
|               | Divieto di sosta | Vieta la sosta, fermata prolungata (parcheggio) ai veicoli, in quei luoghi dove per regola generale non vige tale divieto.                                         |
|               | Divieto di fermata | Vieta la sosta e la fermata o qualsiasi temporanea sospensione della marcia ai veicoli.                                                                            |
|               | Divieto di sosta nei giorni dispari                                                                                          | Vieta la sosta, fermata prolungata (parcheggio) ai veicoli, in quei luoghi dove per regola generale non vige tale divieto soltanto nei giorni dispari.             |
|               | Divieto di sosta nei giorni pari                                                                                             | Vieta la sosta, fermata prolungata (parcheggio) ai veicoli, in quei luoghi dove per regola generale non vige tale divieto soltanto nei giorni pari.                |
|               | Zona a sosta vietata | Indica una zona in cui vige il divieto di sosta. |
|               | Fine della zona a sosta vietata                                                                                              | Indica la fine della zona con divieto di sosta. |
|               | Divieto di circolazione per i veicoli che trasportano merci esplosive                                                        | Vieta il transito ai veicoli che trasportano merci esplosive. |
|               | Divieto di circolazione per i veicoli che trasportano merci che possono contaminare le acque                                 | Vieta il transito ai veicoli che trasportano merci che possono contaminare le acque.                                                                               |
|               | Direzione obbligatoria a sinistra                                                                                            | Indica che la sola direzione consentita al conducente è quella di andare a sinistra.                                                                               |
|               | Direzione obbligatoria a destra                                                                                              | Indica che la sola direzione consentita al conducente è quella di andare a destra.                                                                                 |
|               | Direzione obbligatoria dritto                                                                                                | Indica che la sola direzione consentita al conducente è quella di andare dritta.                                                                                   |
|               | Direzioni consentite a destra ed a sinistra                                                                                  | Direzioni consentite a destra ed a sinistra. |
|               | Preavviso di direzione obbligatoria a sinistra                                                                               | Preavvisa che la sola direzione consentita al conducente è quella di andare a sinistra.                                                                            |
|               | Preavviso di direzione obbligatoria a destra                                                                                 | Preavvisa che la sola direzione consentita al conducente è quella di andare a destra.                                                                              |
|               | Circolare diritto o svoltare a sinistra                                                                                      | Direzioni consentite a dritto ed a sinistra. |
|               | Circolare diritto o svoltare a destra                                                                                        | Direzioni consentite a dritto ed a destra. |
|               | Passaggio consentito a sinistra o a destra                                                                                   | Obbliga i conducenti a passare a sinistra od a destra dell'ostacolo come un cantiere, uno spartitraffico, un salvagente o un'isola di traffico.                    |
|               | Passaggio obbligatorio a sinistra                                                                                            | Obbliga i conducenti a passare a sinistra dell'ostacolo come un cantiere, uno spartitraffico, un salvagente o un'isola di traffico.                                |
|               | Passaggio obbligatorio a destra                                                                                              | Obbliga i conducenti a passare a destra dell'ostacolo come un cantiere, uno spartitraffico, un salvagente o un'isola di traffico.                                  |
|               | Intersezione con circolazione rotatoria                                                                                      | Obbliga i conducenti a girare in tondo alla prossima intersezione.                                                                                                 |
|               | Pista ciclabile | Indica l'inizio di un percorso riservato alle biciclette. |
|               | Percorso pedonale | Indica un percorso riservato ai pedoni. |
|               | Strada per animali da sella                                                                                                  | Indica l'inizio di un percorso riservato agli animali da sella. |
|               | Velocità minima | Indica la velocità minima alla quale procedere. |
|               | Fine velocità minima | Indica il tratto di strada interessato dal limite minimo di velocità.                                                                                              |
|               | Obbligo di catene o pneumatici da neve                                                                                       | Indica che per percorrere la strada in questione è obbligatorio avere montato le catene o gli pneumatici da neve.                                                  |
|               | Zona a velocità limitata | Indica una zona in cui la velocità è limitata a 30 km/h. |
|               | Fine zona a velocità limitata                                                                                                | Indica la fine di una zona con velocità limitata. |
|               | Fine divieto di sorpasso per gli autocarri                                                                                   | Indica la fine del divieto per autocarri di sorpassare i veicoli a motore diversi dai motocicli e dai ciclomotori.                                                 |
|               | Divieto di circolazione per i rimorchi aventi massa superiore a ... t                                                        | Vieta il transito a tutti i veicoli con rimorchio con massa a pieno carico superiore alle ... t al traino.                                                         |
|               | Divieto di circolazione per i veicoli che trasportano merci pericolose                                                       | Vieta il transito ai veicoli che trasportano merci pericolose od infiammabili, come esplosivi o carburanti.                                                        |
|               | Parte della carreggiata riservata alla circolazione di biciclette e pedoni                                                   | Indica l'inizio di un percorso ciclabile contiguo al marciapiede.                                                                                                  |
|               | Percorso misto pedonale e ciclabile                                                                                          | Indica l'inizio di un percorso riservato ai pedoni ed alle biciclette.                                                                                             |
|               | Corsia riservata agli autobus                                                                                                | Indica l'inizio di una corsia riservata al transito degli autobus.                                                                                                 |
|               | Fine della corsia riservata agli autobus                                                                                     | Indica la fine della corsia riservata al transito degli autobus.                                                                                                   |
|               | Parcheggio a pagamento | Indica un parcheggio autorizzato a pagamento. |
|               | Taxi | Indica la presenza di una zona di sosta di veicoli da piazza. |
|               | Parcheggio riservato ai disabili                                                                                             | Indica un parcheggio riservato ai disabili. Consente la sosta a tempo indeterminato salvo indicazioni differenti.                                                  |
|               | Direzione obbligatoria a sinistra per i mezzi che trasportano merci suscettibili di contaminare le acque                     | Indica che la sola direzione consentita al conducente di mezzi con merci che possono contaminare le acque è quella di andare a sinistra in base al segnale.        |
|               | Direzione obbligatoria a destra per i mezzi che trasportano merci suscettibili di contaminare le acque                       | Indica che la sola direzione consentita al conducente di mezzi con merci che possono contaminare le acque è quella di andare a destra in base al segnale.          |
|               | Preavviso di direzione obbligatoria a sinistra per i mezzi che trasportano merci suscettibili di contaminare le acque        | Preavvisa che la sola direzione consentita al conducente di mezzi con merci che possono contaminare le acque è quella di andare a sinistra.                        |
|               | Preavviso di direzione obbligatoria a destra per i mezzi che trasportano merci suscettibili di contaminare le acque          | Preavvisa che la sola direzione consentita al conducente di mezzi con merci che possono contaminare le acque è quella di andare a destra.                          |
|               | Corsia riservata ai tram | Indica una corsia riservata ai tram. |
|               | Fine della corsia riservata ai tram                                                                                          | Indica la fine della corsia riservata ai tram. |

## Segnali di indicazione
| Segnale greco | Significato                                                                           | Spiegazione |
|               | Presegnalazione di direzioni su strada extraurbana con iscrizioni in caratteri greci  | Indica le direzioni raggiungibili al prossimo incrocio su strada extraurbana con inscrizioni in caratteri greci.             |
|               | Presegnalazione di direzioni su strada extraurbana con iscrizioni in caratteri latini | Indica le direzioni raggiungibili al prossimo incrocio lungo una strada extraurbana con iscrizioni in caratteri latini.      |
|               | Cartello indicatore su strada extraurbana con caratteri greci                         | Indica le direzioni raggiungibili al prossimo incrocio lungo una strada extraurbana principale con caratteri greci.          |
|               | Cartello indicatore su strada extraurbana con caratteri latini                        | Indica le direzioni raggiungibili al prossimo incrocio lungo una strada extraurbana principale con caratteri latini.         |
|               | Preavviso di direzione su strada extraurbana                                          | Preavvisa le direzioni raggiungibili al prossimo incrocio lungo una strada extraurbana principale.                           |
|               | Preavviso di direzione in centri abitati                                              | Preavvisa le direzioni raggiungibili al prossimo incrocio in centri abitati.                                                 |
|               | Preavviso di direzione verso centri turistici                                         | Preavvisa le direzioni raggiungibili al prossimo incrocio verso centri turistici.                                            |
|               | Preavviso di strada senza uscita                                                      | Indica che la strada che si incrocia sulla destra è senza uscita per tutti i veicoli.                                        |
|               | Preavviso di strada senza uscita                                                      | Indica che la strada che si incrocia sulla sinistra è senza uscita per tutti i veicoli.                                      |
|               | Svolta semi-diretta                                                                   | Indica la manovra da effettuare per una svolta a sinistra non potendo svoltare dal centro dell'incrocio.                     |
|               | Utilizzo delle corsie in un incrocio                                                  | Indica la canalizzazione che si ha nel prossimo incrocio.                                                                    |
|               | Direzione su strada extraurbana                                                       | Indica le direzioni raggiungibili al prossimo incrocio lungo una strada extraurbana.                                         |
|               | Direzione verso centri turistici                                                      | Indica le direzioni raggiungibili al prossimo incrocio verso centri turistici.                                               |
|               | Preavviso di direzione verso l'aeroporto                                              | Preavvisa la direzione da seguire per raggiungere l'aeroporto.                                                               |
|               | Numero strada statale                                                                 | Identifica una strada statale.                                                                                               |
|               | Numero strada europea                                                                 | Identifica una strada europea.                                                                                               |
|               | Progressiva chilometrica                                                              | Identificano la progressiva chilometrica della strada su cui sono posti.                                                     |
|               | Inizio del comune                                                                     | Indica l'inizio di un centro abitato.                                                                                        |
|               | Fine del comune                                                                       | Indica la fine di un centro abitato.                                                                                         |
|               | Fiume                                                                                 | Indicano il nome del corso d'acqua sottostante la strada su cui è posto.                                                     |
|               | Segnale di conferma                                                                   | Indica le distanze alle località raggiungibili lungo la strada sulla quale il segnale è posto.                               |
|               | Passaggio pedonale                                                                    | Indica un attraversamento pedonale non regolato da semaforo e non in corrispondenza di un incrocio stradale.                 |
|               | Ospedale                                                                              | Indica la presenza di un ospedale.                                                                                           |
|               | Fine del doppio senso di circolazione                                                 | Segnala il termine del doppio senso di circolazione all'interno di una carreggiata.                                          |
|               | Senso unico                                                                           | Segnala il termine del doppio senso di circolazione all'interno di una carreggiata.                                          |
|               | Strada senza uscita                                                                   | Indica che la strada che si percorre è senza uscita per tutti i veicoli.                                                     |
|               | Strada riservata ai veicoli a motore                                                  | Indica l'inizio di una strada riservata ai veicoli a motore.                                                                 |
|               | Fine strada riservata ai veicoli a motore                                             | Indica la fine di una strada riservata ai veicoli a motore.                                                                  |
|               | Inizio autostrada                                                                     | Indica l'inizio di un'autostrada o di un raccordo che conduce ad un'autostrada.                                              |
|               | Fine dell'autostrada                                                                  | Indica la fine di un'autostrada.                                                                                             |
|               | Fermata autobus                                                                       | Indica una fermata di autobus.                                                                                               |
|               | Stazione ferroviaria                                                                  | Indica una stazione ferroviaria.                                                                                             |
|               | Transitabilità                                                                        | Indica la transitabilità della strada sulla quale è posto. Nei riquadri bianchi sono indicati limiti o restrizioni.          |
|               | Parcheggio                                                                            | Indica un parcheggio autorizzato. Consente la sosta a tempo indeterminato salvo indicazioni differenti.                      |
|               | Zona di parcheggio                                                                    | Indica una zona destinata a parcheggio autorizzato. Consente la sosta a tempo indeterminato salvo indicazioni differenti.    |
|               | Fine della zona di parcheggio                                                         | Indica la fine della zona destinata a parcheggio autorizzato.                                                                |
|               | Direzione per un parcheggio                                                           | Indica la direzione da seguire per arrivare ad un parcheggio pubblico.                                                       |
|               | Pronto soccorso                                                                       | Indica la presenza di un pronto soccorso.                                                                                    |
|               | Riparazioni                                                                           | Indica la presenza di un centro di riparazioni.                                                                              |
|               | Telefono                                                                              | Indica un telefono pubblico.                                                                                                 |
|               | Rifornimento                                                                          | Indica la presenza di un posto di rifornimento e la sua distanza.                                                            |
|               | Hotel o motel                                                                         | Indica la presenza di un hotel o motel.                                                                                      |
|               | Ristorante                                                                            | Indica la presenza di un ristorante.                                                                                         |
|               | Bar                                                                                   | Indica la presenza di un bar.                                                                                                |
|               | Area pic-nic                                                                          | Indica la presenza di un'area pic-nic.                                                                                       |
|               | Punto di partenza per un percorso escursionistico                                     | Indica la presenza di percorso escursionistico con partenza nei pressi del segnale.                                          |
|               | Campeggio                                                                             | Indica un campeggio. |
|               | Terreno per roulotte                                                                  | Indica un terreno per la sosta di roulotte o motorhome.                                                                      |
|               | Campeggio o terreno per roulotte                                                      | Indica un campeggio od un terreno per la sosta di roulotte o motorhome.                                                      |
|               | Ostello della gioventù                                                                | Indica la presenza di un ostello della gioventù.                                                                             |
|               | Informazioni                                                                          | Indica la presenza di un punto informazioni.                                                                                 |
|               | Piscina o luogo di balneazione                                                        | Indica la presenza di un luogo in cui è possibile la balneazione.                                                            |
|               | Bagni pubblici                                                                        | Indica la presenza di servizi igienici pubblici.                                                                             |
|               | Radio informazioni stradali                                                           | Indica la frequenza sulla quale si possono ricevere notizie sullo stato del traffico.                                        |
|               | Galleria                                                                              | Indica la presenza di una galleria.                                                                                          |
|               | Aeroporto                                                                             | Indica la presenza di un aeroporto.                                                                                          |
|               | Eliporto                                                                              | Indica la presenza di un eliporto.                                                                                           |
|               | Funivia                                                                               | Indica la presenza di una funivia.                                                                                           |
|               | Porto                                                                                 | Indica la presenza di un porto.                                                                                              |
|               | Porto turistico                                                                       | Indica la presenza di un porto turistico.                                                                                    |
|               | Porto per aliscafi                                                                    | Indica la presenza di un porto per aliscafi.                                                                                 |
|               | Porto commerciale                                                                     | Indica la presenza di un porto commerciale.                                                                                  |
|               | Polizia                                                                               | Indica la presenza di un posto di polizia.                                                                                   |
|               | Zona di edifici                                                                       | Indica una zona con edifici residenziali e commerciali.                                                                      |
|               | Fine della zona di edifici                                                            | Indica la fine della zona con edifici residenziali e commerciali.                                                            |
|               | Disabili                                                                              | Indica un parcheggio riservato alle persone con disabilità.                                                                  |
|               | Sovrappassaggio                                                                       | Indica un passaggio sopraelevato per pedoni.                                                                                 |
|               | Sottopassaggio                                                                        | Indica un passaggio sotterraneo per pedoni.                                                                                  |
|               | Rampa pedonale                                                                        | Indica un passaggio con scivolo per pedoni.                                                                                  |
|               | Velocità consigliata                                                                  | Indica la velocità consigliata nel tratto di strada successivo al segnale.                                                   |
|               | Limiti di velocità generali                                                           | Indica i limiti generali di velocità presenti nello Stato, validi per le autovetture. È posto in prossimità delle frontiere. |
|               | Utilizzo delle corsie                                                                 | Indica che la corsia di destra è riservata agli autobus di linea.                                                            |
|               | Limiti di velocità nelle corsie                                                       | Indica i limiti di velocità nelle diverse corsie della carrggiata.                                                           |
|               | Limiti minimi di velocità nelle corsie                                                | Indica i limiti minimi di velocità nelle diverse corsie della carrggiata.                                                    |
|               | Aumento delle corsie disponibili                                                      | Indica un aumento delle corsie disponibili.                                                                                  |
|               | Riduzione delle corsie disponibili                                                    | Indica una riduzione delle corsie disponibili.                                                                               |
|               | Chiusura corsia                                                                       | Indica una chiusura di corsia con possibilità di proseguimento su quelle rimanenti.                                          |
|               | Utilizzo dell'opposta carreggiata                                                     | Indica che la carreggiata viene utilizzata anche dal traffico proveniente dalla direzione opposta.                           |
|               | Parcheggio di interscambio                                                            | Indica parcheggio pubblico dal quale si può prendere il mezzo pubblico indicato.                                             |
|               | Zona residenziale                                                                     | Indica l'inizio di una zona residenziale.                                                                                    |
|               | Fine della zona residenziale                                                          | Indica la fine di una zona residenziale.                                                                                     |